# Mesquita Al-Wustho Mangkunegaran
A Mesquita Al-Wustho Mangkunegaran é uma mesquita histórica, localizada na cidade de Surakarta, em Java Central, a oeste do Palácio Mangkunegaran. A mesquita é uma das três mais antigas mesquitas de Surakarta. A Mesquita Al-Wustho Mangkunegaran foi inaugurada como uma mesquita de Estado ("mesquita nagara") do Palácio Mangkunegaran.

## Arquitectura

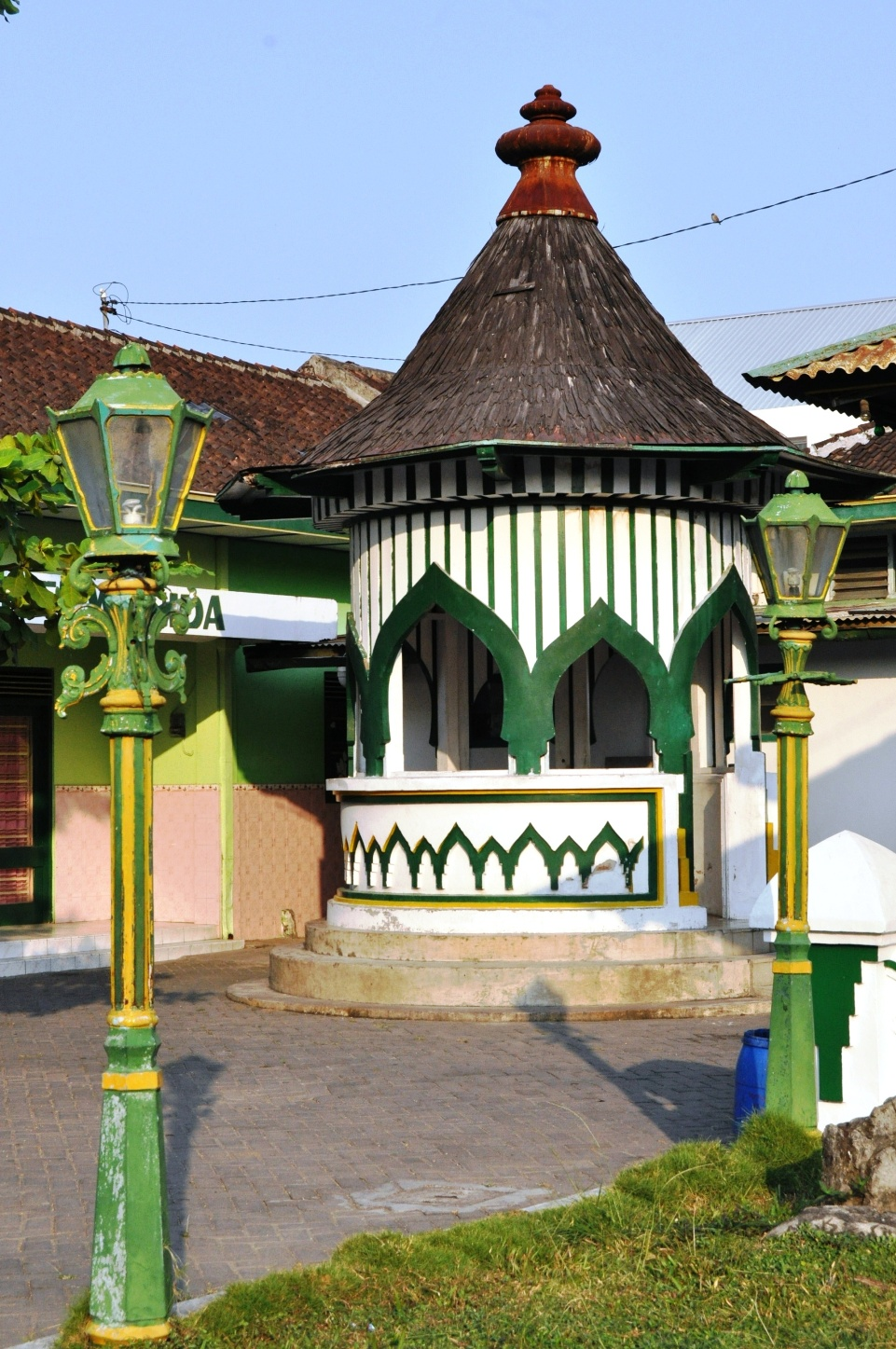
O maligen, uma pequena construção onde a circuncisão ritual é promulgada

A Mesquita Al-Wustho Mangkunegaran de Surakarta situa-se a cerca de 60 metros (20060 metros (200 pé) a oeste do Palácio Mangkunegaran. Al-Wustho Mangkunegaran é projetada em um típico curso de arquitectura para edifícios religiosos. Como a maioria das mesquitas da tradição javanesa, dispõe de um tajug (estilo de uma pirâmide) como telhado, um forma tradicional de telhado que só é reservado para os edifícios religiosos como mesquitas ou templos. O telhado contém três camadas e é coberto com uma decoração mustaka no remate superior. O telhado é suportado por quatro postes saka guru principais e de doze colunas de suporte saka rawa. O saka guru é decorado com caligrafia árabe na base.
A mesquita tem um telhado de alpendre ou serambi a leste do salão principal, uma das principais características de uma mesquita javanesa. O serambi apresenta uma grande bedug chamada Kanjeng Kyai Danaswara. Para o sul da sala principal existe uma expansão na forma de um alpendre coberto (pawestren). O alpendre coberto é utilizado como salão de oração para as mulheres.
Semelhante à Grande Mesquita de Surakarta, a varanda frontal apresenta o markis, um tipo de estrutura de portal decorado com caligrafia árabe. O portal é inspirado na forma arcaica indonésia de paduraksa, um portal que marca o local mais sagrado dentro do complexo de um edifício religioso.
Al-Wustho Mangkunegaran tem um minarete octogonal de 25 metros (8225 metros (82 pé) de altura. Este minarete está situado a nordeste do edifício principal. O minarete foi construído em 1926.
O complexo da mesquita também contém um pequeno edifício conhecido como o maligen (em javanês "assento do trono"). O maligen é onde o ritual da circuncisão pode ser praticado. O maligen foi originalmente construído por Mangkunegara V para a circuncisão da família real da corte Mangkunegara. Durante o reinado de Mangkunegara VII, no início do século 20, o público em geral é finalmente autorizado a realizar a circuncisão dentro do maligen, realizada pelo Muhammadiyah.